# Edmundo Vallecalle
Edmundo Vallecalle Suegart (Tumeremo, Venezuela, 19 de octubre de 1923-Caracas, 20 de junio de 1984) fue un médico venezolano, docente universitario e investigador científico.
Fue el fundador de la Cátedra de Fisiología y el Departamento de Ciencias Fisiológicas de la Escuela de Medicina "José María Vargas". Se graduó de Médico y de Doctor en Ciencias Médicas en la Universidad de Aix-Marseille en Francia. Desde su regreso a Venezuela ingresa como Profesor a la Universidad Central de Venezuela. Hombre humilde, tolerante, de extraordinaria cultura científica y humanística se destacó por su vocación docente, su labor de investigación en el área de Neurofisiología, su gran sensibilidad social y su desprendimiento de lo material.

## Biografía
Hijo de Joseph Vallecalle, un francés afianzado en Tumeremo en la época en la cual Guayana era atractiva para quienes provenían de Europa, y de Pilar Teresa Suegart, venezolana de padre alemán. A muy corta edad parte a Europa donde realiza su educación básica y universitaria. Estudia inicialmente en el Colegio St Charles, Bordighera, Italia. Luego continúa sus estudios en Francia, en 1940 recibe el título de Bachiller en Ciencias y Filosofía de la Universidad de Aix-Marseille e inmediatamente después ingresa a las Facultades de Medicina y de Ciencias de la misma universidad. En 1942, obtiene el Certificado de Física, Química y Biología, mientras realiza los estudios médicos. Se somete al sistema de concursos para Externos e Internos de los Hospitales Franceses y en 1948 obtiene el Título de Médico-Cirujano. Entre 1948 y 1951, se desempeña como Adjunto del Servicio de Medicina Experimental de la Universidad de Aix-Marseille, dirigido por el profesor M. Mosinger. Realiza estudios de especialización en Pediatría y Puericultura, Estudios Médicos Coloniales y Medicina del Trabajo y en 1951, culmina el Doctorado en Ciencias Médicas, con la tesis “Action de l’hydrate d’alumine en inhalation, étude experiméntale”, la cual fue aprobada con mención Muy Honorable.

## Regreso a Venezuela y labor como investigador
Regresó a Venezuela en 1952, ya casado con Marie Aimée Angeletti Chiarelli, quien era venezolana, hija de padre francés y madre venezolana de origen italiano, nacida en Caracas, y fallecida en la misma ciudad en el año 2004. Al regresar, hizo la reválida de sus estudios en la Universidad Central de Venezuela, y en 1953 se incorpora a la Cátedra de Fisiología de la Escuela de Medicina, que funcionaba en el Instituto de Medicina Experimental, fundado por Augusto Pi Suñer en 1939 y en esa época bajo la dirección de Marcel Granier-Doyeux. En esta Cátedra permanece hasta 1961. En el mismo año ingresa también a la Cátedra de Fisiología de la Facultad de Odontología de la Universidad Central de Venezuela, en la cual se desempeña como Jefe hasta 1959. En 1958 es designado además profesor de la Cátedra de Neurofisiología y Psicofisiología de la Escuela de Psicología de la Facultad de Humanidades de la UCV.
Vallecalle fue también fundador del Departamento de Ciencias Fisiológicas que agrupa las Cátedras de Bioquímica, Fisiología y Farmacología, desde su creación en 1963 y las Cátedras de Fisiopatología desde 1964 e Inmunología desde 1996. Se desempeñó como Jefe de la Cátedra de Fisiología y del Departamento de Ciencias Fisiológicas hasta 1976. Desde su condición de Jefe de Cátedra, estimuló en todo momento la formación de la generación de relevo promoviendo la realización de estudios de cuarto nivel en las mejores universidades del mundo. Esta política se ha mantenido, de manera tal que la Cátedra de Fisiología de la Escuela de Medicina “José María Vargas” es una de las pocas cátedras de la Universidad Central de Venezuela en que todos los profesores tienen título de doctor.
También ejerció labores como investigador, dedicándose a la Neurofisiología. Se dedicó a investigar sobre la actividad eléctrica del cerebro, y también sobre las relaciones entre los sistemas nervioso y endocrino. Entre 1959 y 1961 trabajó en el Instituto Venezolano de Investigaciones Científicas, en el grupo de Neurobiología.

## Hijos y circunstancias de su fallecimiento
Con Marie Aimée, su esposa, tuvo tres hijas: Monique, quien es profesora de la Facultad de Medicina de la UCV, Marie Hélene, médico, y Marianne.
A los 61 años, el Dr. Vallecalle fallece en Caracas el 20 de junio de 1984.
Después de su muerte, a solicitud de la Cátedra de Fisiología y para rendirle homenaje, el Departamento de Ciencias Fisiológicas, crea el premio Dr. Edmundo Vallecalle para ser otorgado a los estudiantes que aprueben las asignaturas Bioquímica, Fisiología, Fisiopatología y Farmacología con puntuación entre 18 y 20 puntos. Además, se entrega la mención Ciencias Fisiológicas para aquel estudiante con el más alto promedio de todas las asignaturas arriba mencionadas. Este premio fue aprobado por el Consejo de la Escuela en su sesión 615 de fecha 9 de febrero de 1995 y por el Consejo de la Facultad de Medicina en su sesión 9/95 de fecha 14 de marzo de 1995 y se entrega por primera vez, durante la conferencia “Edmundo Vallecalle”, en las III Jornadas Científicas de la Escuela de Medicina “José María Vargas”, otorgándosele en esa oportunidad, a todos los estudiantes de régimen anual, que de haber existido el premio anteriormente se hubieran hecho acreedores del mismo. En el año 2004, el Consejo de la Facultad de Medicina aprueba el Premio Bienal Dr. Edmundo Vallecalle a la Trayectoria Académica Universitaria para ser otorgado a los profesores. Su primera entrega se hizo el 28 de enero de 2005, siendo obtenido por la Dra. Claudia Blandenier de Suárez, del Instituto Anatomo-Patológico.